# 142

## Събития
- Започва изграждането на Антониновия вал;